# Gonatocerus antillensis
Gonatocerus antillensis är en stekelart som beskrevs av Dozier 1937. Gonatocerus antillensis ingår i släktet Gonatocerus och familjen dvärgsteklar. Inga underarter finns listade i Catalogue of Life.